# Fenix Trophy
Fenix Trophy sau Trofeul Fenix este o competiție europeană anuală de fotbal între cluburi semi-profesioniste și amatoare. A fost fondată în 2021 de clubul italian de fotbal Brera Calcio din Milano. Competiția este recunoscută oficial de UEFA.
Cuvântul FENIX este un acronim și înseamnă Prietenos – European – Nonprofesional – Inovator – Xenial (Din grecescul antic xenos, cuvânt examinat pentru o atitudine de rezistență față de străini, cu menținerea respectului reciproc pentru diferențele culturale).

## Lista finalelor
| †             | Meciul a fost câștigat în timpul prelungiri         |
| double-dagger | Meciul a fost câștigat la o Lovituri de departajare |

- Coloana „Sezon” se referă la sezonul în care a avut loc competiția, iar wikilinks la articolul despre acel sezon.
- Wikilink-urile din coloana „Scor” indică articolul despre ultimul meci al sezonului respectiv.

| Sezon   | Țară      | Câștigătoare            | Scor | Finalistă      | Țară  | Stadion                                        | Spectatori |
| ------- | --------- | ----------------------- | ---- | -------------- | ----- | ---------------------------------------------- | ---------- |
| 2021–22 | Anglia    | FC United of Manchester | 2–0  | Prague Raptors | Cehia | Stadio Romeo Neri, Rimini, Italia              |            |
| 2022–23 | Danemarca | BK Skjold               | 3–0  | Prague Raptors | Cehia | San Siro, Milano, Italia                       |            |
| 2023–24 | Anglia    | FC United of Manchester | 4–0  | Prague Raptors | Cehia | Stadio Tre Stelle, Desenzano del Garda, Italia |            |

## Titluri pe cluburi
| Cluburi                   | Titluri | Finale | Anii câștigători | Finale           |
| ------------------------- | ------- | ------ | ---------------- | ---------------- |
| F.C. United of Manchester | 2       | 0      | 2022, 2024       | —                |
| BK Skjold                 | 1       | 0      | 2023             | —                |
| Prague Raptors            | 0       | 3      | —                | 2022, 2023, 2024 |

## Titluri pe țări
| Țara      | Titluri |
| --------- | ------- |
| Anglia    | 2       |
| Danemarca | 1       |

### Participările cluburilor pe țări
Actualizat mai 2024.
| Țara              | Nr. | Club                      | Sezoane                   |
| ----------------- | --- | ------------------------- | ------------------------- |
| Anglia (3)        | 3   | F.C. United of Manchester | 2021–22, 2022–23, 2023–24 |
| Anglia (3)        | 1   | Enfield Town              | 2023–24                   |
| Anglia (3)        | 1   | Lewes                     | 2023–24                   |
| Italia (2)        | 2   | Brera Calcio              | 2021–22, 2022–23          |
| Italia (2)        | 1   | Lodigiani                 | 2021–22                   |
| Polonia (2)       | 1   | AKS Zły                   | 2021–22                   |
| Polonia (2)       | 2   | Kraków Dragoons           | 2022–23, 2023–24          |
| Cehia (1)         | 3   | Prague Raptors            | 2021–22, 2022–23, 2023–24 |
| Țările de Jos (1) | 2   | AFC DWS                   | 2021–22, 2022–23          |
| Spania (1)        | 2   | CD Cuenca-Mestallistes    | 2021–22, 2022–23          |
| Belgia (1)        | 2   | KSK Beveren               | 2022–23, 2023–24          |
| Danemarca (1)     | 2   | BK Skjold                 | 2022–23, 2023–24          |
| Țara Galilor (1)  | 2   | Llantwit Major            | 2023–24, 2024-25          |
| Germania (1)      | 1   | HFC Falke                 | 2021–22                   |
| Serbia (1)        | 1   | FK Miljakovac             | 2022–23                   |
| Finlanda (1)      | 1   | Gilla                     | 2023–24                   |
| Franța (1)        | 1   | Vinsky                    | 2023–24                   |
| Norvegia (1)      | 1   | Gamle Oslo FK             | 2023–24                   |
| România (1)       | 1   | Venus București           | 2023–24                   |